# Thomas Wolter
Pour les articles homonymes, voir Wolter.
Thomas Wolter est un footballeur allemand né le 4 octobre 1963 à Hambourg.

## Carrière
- 1984-1998 : Werder Brême  Allemagne

## Sélections
- 1 sélection et 0 but avec l'Équipe d'Allemagne en 1992.

## Carrière d'entraîneur
- 2002-... : Werder Brême II  Allemagne